# Kösterbeck (Naturschutzgebiet)
Das Naturschutzgebiet Kösterbeck ist ein Naturschutzgebiet in Mecklenburg-Vorpommern, welches im Jahr 1986 ausgewiesen wurde. Eine Gebietserweiterung erfolgte 1990, eine Verkleinerung am 13. Juni 1995. Namensgebend ist der von Ost nach West das Gebiet durchfließende Bach Kösterbeck, ein  Nebengewässer der Warnow sowie der Ortsteil der Gemeinde Roggentin.
Schutzziel ist es, eine stark reliefierte Moränenlandschaft der Rostocker Schweiz mit einem Bachsystem und angrenzenden Magerrasen, Quellmooren und Feuchtwiesen zu erhalten und zu entwickeln.
Der Zustand des Gebietes wird als gut eingestuft, wobei Nährstoffeinträge in die Flächen zu Beeinträchtigungen führen. Das Naturschutzgebiet ist nach EU-Recht als Bestandteil des FFH-Gebiets Warnowtal mit kleinen Zuflüssen ausgewiesen. Von Roggentin, Kösterbeck und Fresendorf kann das Naturschutzgebiet durchwandert werden. Dabei bietet jede Jahreszeit nicht nur schöne Landschaftseindrücke, sondern auch zahlreiche naturnahe Erlebnisse.
Der ehemalige Landschaftspflegehof Dishley (liquidiert 2002/2003), ein Projekt des Landschaftspflegeverbandes „Unteres Warnowland“ e. V., hatte sich die Pflege, Erhaltung und fachliche Betreuung des Naturschutzgebietes zur Aufgabe gemacht. Die Mitarbeiter des Hofes bewirtschafteten ca. 100 ha Grünland, das im Bereich der beiden Naturschutzgebiete „Kösterbeck“ und „Unteres Warnowland“ liegt. Mit Hilfe spezieller Technik und einer etwa 400-köpfigen Schafherde, darunter auch 80 Zuchttiere der seltenen Landrasse Rauhwolliges Pommersches Landschaf, leistete der Hof einen interessanten Beitrag zur fachgerechten Landschaftspflege in diesen Gebieten. Das Projekt wurde mit der Liquidation des Vereines eingestellt.

## Geschichte
Das Naturschutzgebiet ist ein Stauchmoränengebiet, welches durch die letzte Eiszeit entstand.
Kösterbeck war bereits in slawischer Zeit (800–1000) dicht bewohnt. Davon zeugt der gut erhaltene Schlossberg von Fresendorf (Burgwall der Slawenburg) sowie ein nahegelegenes Hügelgrab. Seit dem ausgehenden Mittelalter ist dieses Gebiet weitgehend waldfrei und wurde über Jahrhunderte als Weide genutzt. Durch die fortwährende Beweidung wurde die Landschaft offen gehalten. Es kam zur Vergesellschaftung vorwiegend licht- und wärmebedürftiger, trockenheitsertragender und weidefester Pflanzenarten und einer entsprechend angepassten Tierwelt.

## Pflanzen- und Tierwelt
Diese Erosionslandschaft mit vielen Erhebungen und Senken führte auf einem begrenzten Gebiet zu sehr unterschiedlichen Standortbedingungen und damit zu einer vielfältigen Flora und Fauna. Diese Vielfalt an Lebensräumen ließ an den Hängen Trockenrasen u. a. mit den Pflanzenarten Knolliger Hahnenfuß, Rötliches Fingerkraut, Bergklee und in den Tälern Feuchtwiesen u. a. mit Trollblumen, Duftprimel, Schlangenknöterich entstehen. Hier leben zahlreiche Libellenarten, Schwebfliegen, Schmetterlinge und Vögel, wie Goldammer und Neuntöter. In tieferen Lagen sind Feuchtwiesen mit Kohldistel und Seggen anzutreffen.
In der Kösterbeck leben Neunaugen, Bach- und Meerforelle sowie Steinbeißer und Quappe. Hervorhebenswert ist weiterhin das Vorkommen der stark gefährdeten Bachmuschel Unio crassus. Eingestreut finden sich im Südost-Teil Feuchtwiesen mit Großseggenrieden.